# نیل قرمز
نیل قرمز (به انگلیسی: Nile red) با فرمول شیمیایی C۲۰H۱۸N۲O۲ یک ترکیب شیمیایی با شناسه پاب‌کم ۶۵۱۸۲ است. 